# 特勒波勒摩斯 (將軍)
特勒波勒摩斯（希臘語：Tληπoλεμoς ; 前四世紀人物），他是皮所芬尼斯（Pythophanes）之子。
特勒波勒摩斯曾是亞歷山大大帝麾下的夥友騎兵的一員，當波斯大流士三世逝世後，亞歷山大讓特勒波勒摩斯總監帕提亞和赫卡尼亞一帶，輔佐總督阿明那皮斯（Amminapes），這位總督恰好出身帕提亞。後來亞歷山大把特勒波勒摩斯調為卡爾馬尼亞（Carmania）總督，直到亞歷山大逝世特勒波勒摩斯一直擔任這個職位，之後在前321年特里帕拉迪蘇斯分封協議中也繼續維持。
當安提柯為了對付歐邁尼斯來到帝國東部，在擊敗歐邁尼斯後成為帝國東部的霸主，當時安提柯撤換許多東方的總督，但仍維持特勒波勒摩斯的職務，因為他在當地深耕已久，不是一個特使就能輕易撤換。

## 來源
1. ↑   阿利安, 亞歷山大遠征記, iii. 22, vi. 27; 西西里的狄奧多羅斯, Bibliotheca, xviii. 3, 39

- 威廉·史密斯，《希腊羅馬的神話和傳記辭典》, "Tlepolemus (2)" （页面存档备份，存于）, 波士頓, (1867)